# Seznam moldavských spisovatelů
Seznam moldavských spisovatelů obsahuje přehled některých významných spisovatelů, narozených nebo převážně publikujících v Moldávii.

## A
- Vasile Alecsandri (1818–1890), básník, dramatik a prozaik

## B
- Andrei Burac (* 1938), básník, prozaik a dramatik
- Aureliu Busuioc (* 1926), básník, prozaik a dramatik

## C

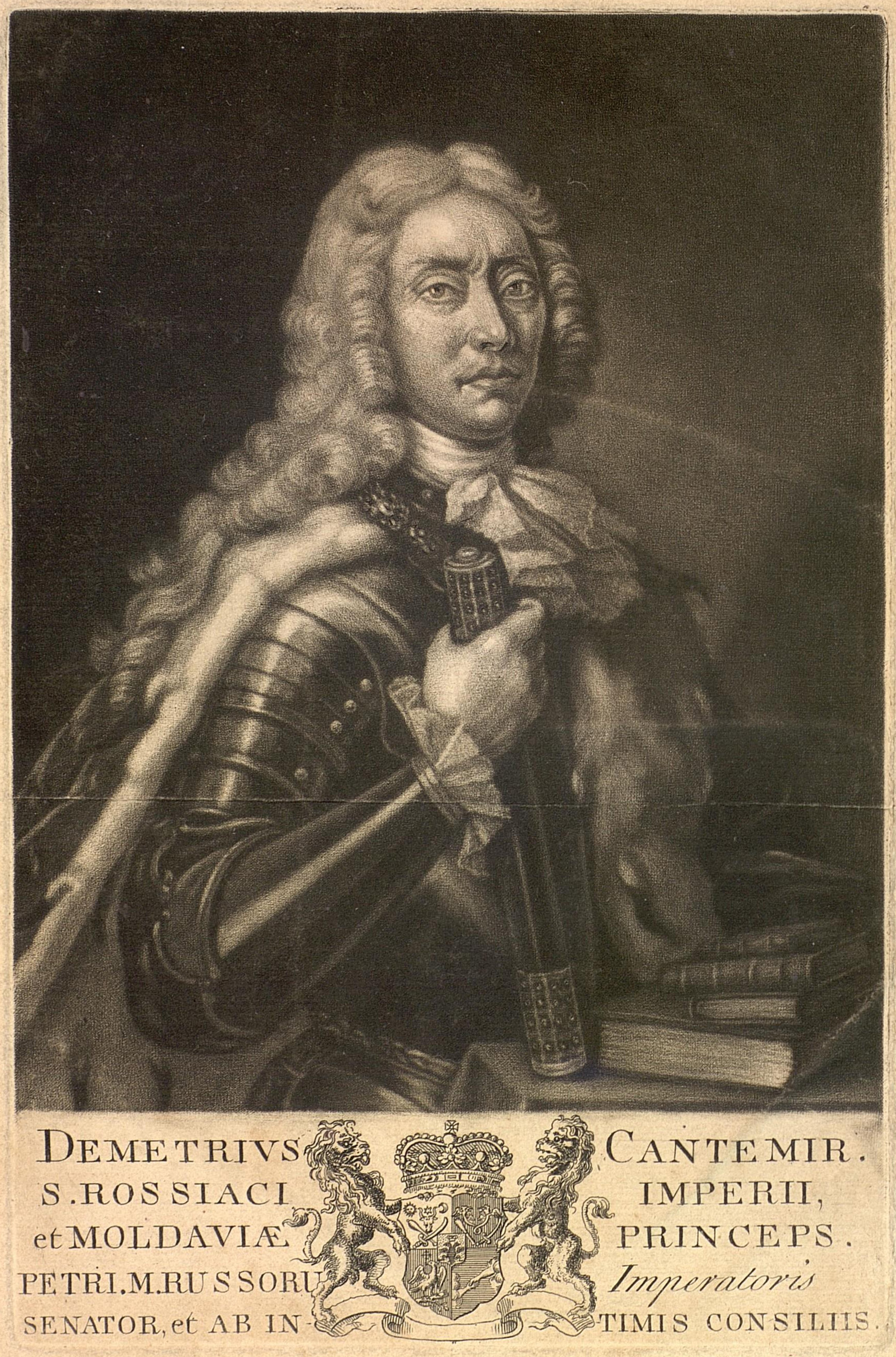
D. Cantemir

- Dimitrie Cantemir (1673–1723), moldavský kníže, humanistický vědec a prozaik
- Vitalie Ciobanu (* 1964), prozaik, esejista a literární kritik
- Miron Costin (1633–1691), humanista, diplomat, kronikář a básník
- Ion Creangă (1839–1889), prozaik

## D
- Ion Druce, moldavsky / rumunsky Ion Druță (* 1928), prozaik, dramatik a publicista

## E
- Mihai Eminescu, vlastním jménem Mihai Eminovici (1850–1889), básník, prozaik a publicista

## N
- Ion Neculce (1672–1745), kronikář

## R
- Nicolae Rusu (* 1948), prozaik

## S
- Mihail Sadoveanu (1880–1961), prozaik a publicista
- Vasile Stati (* 1939), jazykovědec a publicista

## U
- Grigore Ureche (kolem 1590–1647), humanista, kronikář

## V
- Grigore Vieru (* 1935), básník